# Ellen Forest
Ellen Forest is een pseudoniem van de Nederlandse letterkundige en schrijfster Lucy Mary Franssen of Lucie Marie Franssen (Maassluis, 11 maart 1878 – Laren, 1 juni 1959). Ze publiceerde eerder als Lucy d'Audretsch en Lucie de Gérardie.
In 1909 verscheen haar liefdesroman Passiebloemen met de schrijversnaam Lucy d'Audretsch bij uitgeverij Meindert Boogaerdt te Rotterdam. Het werd een halve eeuw later, in 1960 herdrukt bij uitgeverij Van Kampen in Amsterdam. Lucy Franssen was aanvankelijk gehuwd met de kunsthandelaar Herman d'Audretsch. Na scheiding van D'Audretsch trouwde ze op haar 43e met de japanoloog prof. J.L. Pierson, die ruim vijftien jaar jonger was dan zij.
In de periode 1928-1934 vertaalde Franssen enkele boeken in het Nederlands over Mussolini, met wie zij en haar man bevriend waren. Rond die tijd waren zij en haar man actief in rechts-radicale kring. Na de Duitse inval werd zij op last van de burgemeester van Laren geïnterneerd, samen met vele duizenden leden van de Nationaal-Socialistische Beweging (NSB). Zij bracht haar interneringstijd door in de gevangenis van Hoorn.
Na de oorlog werd zij echter gerehabiliteerd. Haar echtgenoot heeft deze affaire beschreven in een uitvoerig verweerschrift.
Uit dit boek blijkt dat het echtpaar Pierson in 1940 geen lid was geweest van de NSB, en dat zij politiek nooit Duitsgezind waren geweest, al waren zij het Italiaanse fascisme toegedaan. In 1947 werden Pierson en zijn echtgenote gerehabiliteerd.